# Rio do Sul
Rio do Sul, amtlich portugiesisch Município de Rio do Sul, ist eine Stadt im brasilianischen Bundesstaat Santa Catarina. Die Bevölkerungszahl wurde zum 1. Juli 2019 auf 71.061 Einwohner geschätzt, die auf einer Gemeindefläche von rund 260,8 km² und Rio-Sulenser (rio-sulenses) genannt werden. Die Gemeinde liegt im Alto Vale do Itajaí und ist stark von deutschen und italienischen Einwanderern geprägt.
Umliegende Gemeinden sind Agronômica, Aurora, Ibirama, Laurentino, Lontras und Presidente Getúlio. Sie steht an 19. Stelle der 295 Munizips des Bundesstaates.
Das Klima der Gemeinde ist subtropisch, Cfa nach der Klimaklassifikation nach Köppen und Geiger. Die Durchschnittstemperatur ist 19,3 °C. Die durchschnittliche Niederschlagsmenge liegt bei 1529 mm im Jahr.
Rio do Sul ist Bischofssitz der römisch-katholischen Diözese Rio do Sul.
Im September findet das Kegelfest, eine nationale Kegelsportveranstaltung, in Rio do Sul statt.